# Relais 4 × 100 mètres masculin aux championnats du monde d'athlétisme 1987
Navigation
Helsinki 1983 Tokyo 1991
L'épreuve du relais 4 × 100 mètres masculin des championnats du monde d'athlétisme 1987 s'est déroulée les 5 et 6 septembre 1987 dans le Stade olympique de Rome, en Italie. Elle est remportée par l'équipe des États-Unis (Lee McRae, Lee McNeill, Harvey Glance et Carl Lewis).

## Résultats

### Finale
| Rang               | Pays                 | Athlètes                                                             | Temps   | Notes |
| ------------------ | -------------------- | -------------------------------------------------------------------- | ------- | ----- |
| Médaille d'or      | États-Unis           | Lee McRae Lee McNeill Harvey Glance Carl Lewis                       | 37 s 90 |       |
| Médaille d'argent  | Union soviétique     | Aleksandr Yevgenyev Viktor Bryzgin Vladimir Muravyov Vladimir Krylov | 38 s 02 | AR    |
| Médaille de bronze | Jamaïque             | John Mair Andrew Smith Clive Wright Raymond Stewart                  | 38 s 41 |       |
| 4                  | Canada               | Ben Johnson Atlee Mahorn Desai Williams Mike Dwyer                   | 38 s 47 |       |
| 5                  | Allemagne de l'Ouest | Fritz Heer Volker Westhagemann Christian Haas Norbert Dobeleit       | 38 s 73 |       |
| 6                  | Hongrie              | István Nagy László Karaffa István Tatár Attila Kovács                | 39 s 04 |       |
| 7                  | Italie               | Ezio Madonia Domenico Gorla Paolo Catalano Pierfrancesco Pavoni      | 39 s 62 |       |
| 8                  | Chine                | Li Tao Cai Jianming Li Feng Zheng Chen                               | 39 s 93 |       |

## Légende
Records et Performances
- AR : Record continental (area record)
- CR : Record des championnats (championship record)
- MR : Record du meeting (meet record)
- NR : Record national (national record)
- OR : Record olympique (olympic record)
- PR : Record paralympique (paralympic record)
- PB : Record personnel (personal best)
- SB : Meilleure performance personnelle de la saison (season's best)
- WL : Meilleure performance mondiale de l'année (world leader)
- WJR : Record du monde junior (world junior record)
- WR : Record du monde (world record)

Circonstances et Conditions
- DNF : N'a pas terminé (did not finish)
- DNS : N'a pas pris le départ (did not start)
- DQ : Disqualification (disqualification)
- NM : Aucun essai valable enregistré (No Mark)
- Q : Qualifié « directement » au prochain tour (ou à la prochaine compétition), lors d'une compétition majeure, grâce au classement ou à la réalisation des minima (automatic qualifier)
- q : Qualifié au prochain tour (ou à la prochaine compétition), lors d'une compétition majeure, grâce au repêchage ou à la réalisation de l'une des meilleures performances parmi celles des « non qualifiés directement » (grâce au meilleur temps ou à la meilleure distance par exemple) (secondary qualifier)